# Knightfall (série télévisée)
Pour les articles homonymes, voir Knightfall.
Knightfall est une série télévisée américano-tchèque en 18 épisodes de 45 minutes créée par Don Handfield et Richard Rayner, et diffusée entre le 6 décembre 2017 et le 13 mai 2019 sur History et en simultané sur History au Canada.
La première saison est disponible dans les pays francophones sur Netflix depuis le 21 octobre 2018. Les deux saisons sont diffusées en France sur Warner TV à partir du 18 avril et du 23 mai 2019.
En Afrique subsaharienne, elle est diffusée depuis le 6 octobre 2019 sur Canal+ Afrique.
Au Québec, la série est diffusée à partir de novembre 2019 sur Ztélé.

## Synopsis

### Contexte
1291, les Templiers protègent le voyage des pèlerins chrétiens jusqu'au cœur de Jérusalem. Malheureusement, à la suite de l'attaque des musulmans en terre sainte, ayant perdu leur bien le plus précieux, le Saint Graal, après la chute de Saint-Jean d'Acre, les Templiers doivent regagner la France sans leur relique.
Quinze ans plus tard, après leur retour en France, les Templiers ont perdu leur puissance mais doivent malgré tout gérer les prêts et domaines qui leur ont été donnés. Ils doivent aussi déjouer les complots politiques de leur époque et tentent de retrouver cette relique dans le royaume de France.
Le héros, Landry du Lauzon, combattant particulièrement valeureux, est nommé commandeur du Temple de Paris, mais il est depuis longtemps l'amant secret de la reine Jeanne, qui ne s'entend plus avec le roi Philippe le bel, dépeint comme cruel et vaniteux. Toutefois, celui-ci a toute confiance en Landry qui a été son maître d'armes et est devenu son confident.

### Saison 1 (10 épisodes)
Toute la saison 1 est consacrée à la quête du Graal perdu, que certains indices situent en France dans une cachette secrète. 
Outre les templiers, une mystérieuse confrérie des "fils de la lumière", où figurent des combattants sarrasins inspirés des Assassins, est sur sa trace, mais eux-mêmes sont combattus par une puissance non moins mystérieuse qui donne ses ordres à un bandit nommé Roland et emploie une redoutable tueuse asiatique. Il s'avère que c'est le pape lui-même qui est à l’œuvre au travers de ces personnages car la possession du Graal lui permettrait d'unifier la chrétienté pour lancer une nouvelle croisade tout en étendant son pouvoir temporel à toute l'Europe. 
Malheureusement, le roi, qui est conseillé par un des principaux "méchants", son conseiller Guillaume de Nogaret (qui échappe de peu lui-même à la disgrâce et à la pendaison), découvre la liaison de la reine et de Landry, auquel il voue désormais une haine violente, d'autant plus que Nogaret lui fait comprendre que la reine est enceinte des œuvres de Lauzon. Après de nombreux complots et retournements de situation, qui impliquent notamment des manœuvres diplomatiques et parfois militaires autour du mariage de la princesse Isabelle soit à l'héritier du trône d'Aragon, soit au fils du roi d'Angleterre, le roi Philippe décide de tendre une embuscade à un groupe de templiers commandé par Landry du Lauzon alors qu'il doit traverser la forêt de Versailles. 
Cette affaire sera fatale puisque la reine, qui veut avertir son amant du danger, prend l'initiative de quitter secrètement le château royal et de galoper à la rencontre des templiers. Une rude chevauchée qui déclenche la perte des eaux et annonce un accouchement en pleine nature et sous la neige, car on est en hiver. Avant même qu'on puisse l'aider à accoucher, survient l'armée royale avec le roi Philippe à sa tête, qui parvient dans la mêlée à isoler et à acculer Landry du Lauzon blessé. La reine se rend sur place malgré son état pour empêcher la mise à mort de Landry, et c'est elle qui est tuée par l'épée du roi Jacques juste avant l'entrée en scène de renforts de templiers venus de la commanderie de Chartres. Son enfant vit encore et peut miraculeusement naître par césarienne. C'est une fille que Lauzon baptise Eve et qu'il fait cacher dans un couvent dans le plus grand secret. 

### Saison 2 (8 épisodes)
La saison 2 tourne autour de la recherche de cet enfant illégitime par le roi Philippe (il ne sait pas si c'est un garçon ou une fille) sur fond (historique) de la chute des templiers, jugés pour hérésie et morts sur le bucher. Le roi Philippe tient autant à faire disparaître l'enfant qu'il tient à ce que Landry du Lauzon soit tué. Il exige donc de son héritier le prince Louis de faire les recherches et de faire disparaître l'enfant. Sans aucune piste, celui-ci, aidé de quelques hommes de main, va écumer la région de Paris et tuer tous les nourrissons nés le même jour après s'être approprié les listes de baptême. Ces crimes sont attribués aux templiers car la bande s'est procuré des vêtements et des armes de templiers tués au combat. Le prince Louis est très près de réussir mais il se heurte à Landry et à son compagnon d'armes Tancrède, et comprend de quelques paroles échangées avec Landry que la mort de sa mère est une affaire plus complexe qu'il ne le croyait jusqu'alors. Le roi Philippe parvient par ailleurs à faire disparaître le trop ambitieux pape Boniface VIII et à le remplacer par un prélat français beaucoup plus malléable qui devient le pape Clément V, et il peut commencer son action contre les templiers qu'il veut faire disparaître pour s'attribuer leurs richesses et pour supprimer cet État dans l’État qui peut à tout moment défier son pouvoir. La plupart des templiers se rendent à la demande du pape, pour être jugés et pouvoir se défendre contre des accusations d'hérésie qu'ils jugent absurdes, et les autres sont capturés après un siège de leur commanderie générale de Chartres. Leur procès, ponctué de tortures assez insoutenables, est une parodie de justice orchestrée par Nogaret où les faux témoignages et les fausses preuves permettent facilement de condamner les templiers. Landry du Lauzon et les principaux héros sont arrachés aux flammes du bûcher par l'intervention in extremis d'un petit groupe de templiers restés libres, conduits par le maître d'armes des templiers Maître Talus. Après s'être dissimulés tant bien que mal dans Paris où tout le monde les recherche, ils parviennent à passer par des souterrains creusés pour exploiter le gypse et à gagner l'embarcadère où ils volent le bateau royal et s'enfuient, non sans laisser quelques ultimes victimes sur le terrain. Enfin, sans explication très claire, Landry du Lauzon réapparaît dans un palais royal faiblement gardé car toutes les troupes sont à sa recherche dans Paris et alentour, et tue finalement le roi Philippe dans un ultime duel, où Nogaret comme le prince Louis décident de ne pas intervenir, étant au fond tous deux bénéficiaires de la mort du roi Philippe. Le sort ultérieur de Landry du Lauzon et de sa fille, qui sont pratiquement les seuls héros survivants de cette série aux deux saisons sanglantes, n'est pas précisé. À noter qu'un des épisodes de la saison 2 est pratiquement consacré à la croustillante et sordide affaire de la tour de Nesle, bien qu'elle soit sans rapport avec l'intrigue générale.

## Fiche technique
- Titre : Knightfall
- Création : Don Handfield, Richard Rayner
- Réalisation :
- Production :
  - Production exécutive : Jeremy Renner, André Nemec, Josh Appelbaum, Jeff Pinkner
- Société de production :
- Pays d'origine :  États-Unis, République tchèque
- Langue originale : anglais

## Distribution

### Acteurs principaux
- Tom Cullen (VF : Jérémie Covillault) : Landry du Lauzon
- Pádraic Delaney (en) (VF : Gilduin Tissier) : Gauvain (Gawain en VO)
- Simon Merrells (en) (VF : Damien Boisseau) : Tancrede
- Julian Ovenden (VF : Arnaud Arbessier) : Guillaume de Nogaret
- Ed Stoppard (VF : Fabrice Josso) : Philippe IV de France
- Tom Forbes (VF : Donald Reignoux) : prince Louis de France (saison 2)
- Mark Hamill (VF : Julien Kramer) : Maître Talus (saison 2)

### Anciens acteurs principaux
- Jim Carter (VF : Hervé Jolly) : le pape Boniface VIII (saison 1, invité saison 2)
- Olivia Ross (VF : Marie Diot) : Jeanne de Navarre (Joan en VO) (saison 1)
- Sabrina Bartlett (VF : Marie Tirmont) puis Genevieve Gaunt (VF : Ludivine Maffren) : Isabelle de France (Isabela en VO) (saison 1, récurrente saison 2)
- Bobby Schofield (VF : Romain Altché) : Perceval (Parsifal en VO) (saison 1)
- Sarah-Sofie Boussnina (VF : Céline Melloul) : Adelina (saison 1)

### Acteurs récurrents
Introduits dans la saison 1
- Nasser Memarzia (VF : Olivier Cordina) : Le drapier, médecin du temple (saison 1, invité saison 2)
- Sam Hazeldine (VF : Paul Borne) : Godfroy (saison 1)
- Akin Gazi (VF : Marc Saez) : Rashid (saison 1)
- Cengiz Dervis (VF : Jean-Rémi Tichit) : Roland (saison 1)
- Marcos Franz (VF : Gauthier Battoue) : prince Lluis d'Aragon (saison 1)
- Enrique Arce (VF : Nicolas Justamon) : Rodrigo d'Aragon, l’ambassadeur aragonais (saison 1)
- Oliver Maltman (VF : Constantin Pappas) : Robert, comte d'Oxford, l’ambassadeur britannique (saison 1)
- Amelia Clarkson (VF : Lydia Cherton) : Sophie, femme de chambre de la reine Joan (saison 1)
- Gina McKee (VF : Virginie Méry) : mère de Landry (saison 1)
- Peter O'Meara (VF : Pierre-François Pistorio) : Berenger (saison 1)
- Robert Pugh (VF : José Luccioni) (saison 1) puis Matthew Marsh (VF : Jean-François Aupied) (saison 2) : Jacques de Molay

Introduits dans la saison 2
- David Bowles (VF : Jean-Alain Velardo) : Gerard
- Daniel Campbel (VF : Franck Lorrain) : Kelton Fitz Laval
- Joseph Ollman (VF : Stanislas Forlani) : Vasant
- Dean Ridge (VF : Benjamin Gasquet) : Rhone
- Michael James (VF : Thierry D'Armor) : Quentin
- Stephen Fewell (VF : Guillaume Lebon) : Archevêque Raymond DeGoth
- Claire Cooper (VF : Christine Braconnier) : Sœur Anne
- Clementine Nicholson (VF : Youna Noiret) : Marguerite de Bourgogne
- Salóme R. Gunnarsdóttir (VF : Isabelle Desplantes) : Lydia
- Grace Carter (VF : Elsa Davoine) : Camille

## Production
Le 13 août 2018, la série est renouvelée pour une deuxième saison, et Mark Hamill rejoint la distribution.
Le 7 mai 2020, la série est arrêtée.

### Tournage
Le tournage a eu lieu de juin à décembre 2016 à Dubrovnik et également sur la côte sud adriatique.

## Épisodes

### Première saison (2017-2018)
1. Vous savez ce qu'il faut faire (You'd Know What to Do)
2. Trouve-nous le saint Graal (Find Us the Grail)
3. Loup noir, loup blanc (The Black Wolf and the White Wolf)
4. Celui qui se découvre lui-même découvre Dieu (He Who Discovers His Own Self, Discovers God)
5. Des coups durs chasseront le péché (Hard Blows Will Banish the Sin)
6. Le Pèlerinage des chaînes (The Pilgrimage of Chains)
7. Certainement pas à l'estropié (And Certainly Not the Cripple)
8. IV
9. Qu'il en soit fait ! (Fiat!)
10. Tu vois le bleu ? (Do You See the Blue?)

### Deuxième saison (2019)
Cette saison de huit épisodes sera diffusée à partir du 25 mars 2019.
1. Les Bourreaux de Dieu (God's Executioners)
2. L'Œuvre du Diable (The Devil Inside)
3. Foi (Faith)
4. Égaux devant Dieu (Equal Before God)
5. Sur la route de Chartres (Road to Chartres)
6. Maculé de sang (Blood Drenched Stone)
7. La mort attend (Death Awaits)
8. Le Souffle de la vie, la foi en la croix (As I Breathe, I Trust the Cross)

## Exactitude historique

### Saison 1
- L'action, qui se déroule vers 1306, voit en Isabelle de France une adolescente et en Jeanne de Navarre une mère enceinte ; à cette date pourtant, Isabelle n'a qu'une dizaine d'années et Jeanne est morte l'année précédente. La mort de cette dernière, que ses contemporains attribuèrent au poison de l'évêque Guichard de Troyes - déposé et exilé pour ce crime -, n'a pas eu le caractère dramatique d'une bataille rangée.
- Il n'a jamais été question du mariage entre un prince aragonais et la princesse Isabelle, promise dès sa prime enfance au futur Édouard II.
- Philippe le bel n'a jamais mené une politique antisémite contre son gré ; il est d'ailleurs connu pour avoir été un des pires fléaux du judaïsme médiéval à l'instar de son grand-père, saint Louis. L'expulsion des juifs de France, le 21 juillet 1306, si elle a effectivement été motivée par la saisie des biens des expulsés, et bien que tenue secrète, est autant à l'initiative du roi que de son conseiller. Une des visées était également l'annulation des lourdes dettes que le roi avait contractées auprès des usuriers et changeurs juifs.
- Ce même Philippe le bel est du reste représenté avec fidélité dans la série, considérant les propos méprisants que Bernard Saisset tient à son propos : Ce n'est ni un homme, ni une bête ; c'est une statue. Cependant, le roi de France n'a jamais tenu les templiers en haute estime (il leur avait emprunté des sommes colossales) et a tout fait pour les maîtriser avant de les exterminer.
- Le personnage de Jeanne de Navarre est l'un des plus éloignés de la réalité. Seul son fort caractère peut sembler historique puisqu'il est rapporté que, malgré son mariage (qui fait de Philippe le bel le premier "roi de France et de Navarre"), elle continua à régner personnellement sur ses terres de Navarre. Sa vie amoureuse et son infidélité au roi sont des inventions indispensables à l'intrigue. Elle donna au roi six enfants, dont l'aîné est Louis qui apparaît dans la saison 2 l'avant-dernier sa seule fille, Isabelle, qui deviendra reine consort d'Angleterre. Sa mort survient en 1305 à 32 ans, et on a soupçonné qu'elle ait pu être empoisonnée, mais non assassinée par l'épée, et certainement pas du fait de son mari mais plutôt d'un évêque, Guichard de Troyes. Elle n'était pas enceinte à son décès, elle avait porté son 7e et dernier enfant Robert huit ans plus tôt.
- Le pape Boniface VIII, un des ennemis les plus acharnés de Philippe le bel, qui refusait de se soumettre à la primauté pontificale, était mort en 1303 après avoir été violenté par les lieutenants de Guillaume de Nogaret, à Anagni. Ce dernier était d'ailleurs effectivement un fils de cathare, ce qui lui valut la vindicte du pape qu'il contribua à faire chuter.
- L'utilisation du feu grégeois au XIVe siècle est assez improbable, les derniers éclats de cette arme mystérieuse d'origine "byzantine" datant du siècle précédent. De la même façon, la présence en France de guerriers turco-mongols est hautement improbable, malgré quelques tentatives timides d'alliances dans l'esprit des croisades, au début du XIVe siècle.
- Le prénom de Perceval, issu des romans courtois de Marie de France et des lais de la cour des ducs d'Aquitaine, est un prénom rarissime pour un cultivateur de la région de Paris.
- Le graal, invention de Chrétien de Troyes rappelant le topos mythologique du chaudron de Dagda, n'a jamais été l'objet d'actives recherches de la part de l'ordre du Temple.
- Le gibet de Montfaucon, en tant que fourches patibulaires de la couronne, n'était plus nécessairement un lieu d'exécution depuis 1303, mais un endroit d'exposition des corps putréfiés des condamnés. La pendaison n'était pas effectuée en tirant une corde pour étouffer le condamné, mais plus classiquement par un saut du haut d'une poutre transversale de l'édifice.
- La tour du Temple, où devait être emprisonné Louis XVI 486 ans plus tard, était bien plus que le cœur d'une commanderie française : jusqu'à Philippe le bel, le trésor royal y était déposé trois fois par an.
- Il faut attendre les explorations portugaises d'Asie pour voir apparaître en Europe occidentale l'orange douce, remplaçant l'orange amère (ou bigarade) rapportée des croisades vers la Méditerranée.
- Si Guillaume de Nogaret est bien le conseiller royal calculateur et machiavélique de la série, plusieurs de ses caractéristiques sont fausses : 
  - bien qu'il soit sans doute issu d'une famille cathare (notamment du côté de son grand-père paternel), ses parents n'ont sans doute pas été brûlés sur un bûcher (on n'a du moins pas gardé trace de cet événement),
  - de plus, ce supplice n'aurait certainement pas été de la main du futur pape Boniface VIII qui était d'abord avocat et notaire du pape, en Italie ;
  - rien n'indique que Nogaret ait été sceptique en matière religieuse, il est au contraire l'agent zélé d'une véritable théocratie royale ;
  - il n'a jamais été en disgrâce, ni condamné par la justice royale, et encore moins été pendu au gibet de Montfaucon, et qui plus est survivant de cette épreuve, mais il a bien reçu des terres dans le midi en récompense de ses services (Marsillargues, Calvisson, Congénies et Aujargues) ;
  - s'il est bien l'éminence grise à l'origine de l'expulsion des juifs et de l'élimination des templiers, il est davantage homme d'action que le pâle intellectuel de la série : c'est à la tête d'une troupe d'hommes d'armes, l'épée à la main, qu'il s'assure de la personne du pape lors de l'attentat d'Anagni en 1303, et de celle de Jacques de Molay, grand maître de l'Ordre du Temple en 1307.

### Saison 2
- Il n'y a eu aucun siège ni aucune action militaire contre les templiers de la part de l'armée royale. Autant à Paris, où réside le grand maître Jacques de Molay au moment de son arrestation, que dans toute la France, presque tous les templiers se laissent capturer le vendredi 13 octobre 1307 au matin par les hommes des sénéchaux et baillis, représentants du pouvoir royal, sans opposer la moindre résistance étant donné l'ordonnance royale qui leur est présentée. Seuls quelques-uns s'échappent avant ou pendant les arrestations.
- Non seulement le pape Clément V n'a pas pris part à ces arrestations, dont il n'avait pas été informé à l'avance par le roi de France, mais encore il a tenté de défendre l'ordre au mieux de ses possibilités.
- La liste des accusations portées contre les templiers est bien authentique, de même que l'intervention d'un templier félon dans leur établissement : reniement du Christ, crachat sur la croix, homosexualité, sodomie, idolâtrie...
- La torture des templiers arrêtée est bien réelle, privations, chevalet, estrapade, brûlage de la plante des pieds... même si la série en ajoute visiblement quelques autres pour pimenter davantage les scènes de torture dans lesquelles se complait le réalisateur de la série. Sous l'effet de la torture, la majorité des prisonniers confessera le reniement, le crachat sur la croix et l'homosexualité.
- La série présente une version modifiée de l'affaire de la Tour de Nesle : dans la série, la princesse Isabelle de France accuse injustement d'adultère sa belle-sœur, Marguerite de Bourgogne, et la fait séquestrer dans ladite tour de Nesle, le futur Louis X arrivant trop tard pour la sauver, Marguerite s'étant donné la mort. En réalité, Isabelle accusa ses trois belles-sœurs d'adultère, et Marguerite fut gravement impliquée avec son autre belle-sœur, Blanche, Jeanne (épouse de Philippe V le Long) étant déclarée innocente quelque temps plus tard. Il est supposé que Marguerite mourut d'hypothermie, de tuberculose plus vraisemblablement qu'assassinée dans sa cellule de Château-Gaillard, un an après le procès (en 1314). D'autre part, la série considère que Marguerite de Bourgogne est victime d'une machination imaginée par Isabelle de France, alors qu'elle est innocente et fidèle à son mari. C'est une éventualité mais pas une certitude.
- Philippe le bel meurt en 1314 des suites d'une chute de cheval, et vraisemblablement d'un accident vasculaire cérébral qui la suit, et non assassiné dans son palais de la cité. La chronologie est ici en défaut puisque 7 ans s'écoulent en réalité entre le procès de l'ordre du Temple (1307) et la mort du roi (1314), alors que ces événements semblent se succéder à brève échéance dans la série.
- Guillaume de Nogaret ne peut être présent lors de la mort de Philippe le bel en 1314 car il est décédé en 1313.